# 天主教伊莫拉教區
天主教伊莫拉教區（拉丁語：Diocesis Imolensis）是罗马天主教在意大利北部艾米利亚-罗马涅大区博洛尼亚省设立的一个教区。现在是天主教博洛尼亚总教区的附属教区。
現任教區主教為若望·莫夏蒂，榮休主教為多默·吉雷利。